# Striker (film, 1987)
Pour les articles homonymes, voir Striker.
Pour plus de détails, voir Fiche technique et Distribution.
Striker est un film d'action italo-américain réalisé par Enzo G. Castellari, crédité sous le pseudonyme de Stephen G. Andrews.
Sorti en 1987 en Italie et aux États-Unis, il reste inédit dans les salles francophones.

## Synopsis
Aux États-Unis, John Slade est arrêté et emprisonné pour possession de drogue. Il nie farouchement, se dit la victime d'une machination et prétend que le sachet de cocaïne découvert a été glissé à son insu dans ses poches. Peu après son arrestation, des agents de la CIA lui proposent un marché : la fin des poursuites judiciaires contre l'engagement de libérer Frank Morris, un compatriote journaliste et l'un de ses amis, incarcéré dans les geôles sandinistes au Nicaragua. Il accepte le contrat et entre dans ce pays comme journaliste canadien où il retrouve Marta, un agent local, également sa coéquipière.
Face à la trahison des politiciens américains et à une farouche résistance des sandinistes, la mission de John Slade s'avère plus périlleuse que prévu...
La réplique culte de ce film est sans conteste celle-ci, déclamée par l'acteur Frank Zagarino : "Venez ! Bandes de larves !"

## Fiche technique
- Titre : Striker
- Réalisation : Enzo G. Castellari, sous le pseudonyme de Stephen G. Andrews
- Scénario : Tito Carpi • Umberto Lenzi
- Musique : Detto Mariano
- Directeur de la photographie : Sandro Mancori
- Montage : Gianfranco Amicucci
- Directeur artistique : Walter Patriarca
- Production : Giorgio Salvino
- Société de production : Filmustang
- Sociétés de distribution : Action International Pictures • New York Video • Nippon Columbia Co. Ltd. • Video Programme Distributors
- Pays :  Italie et  États-Unis
- Genre : Action
- Format : Couleur • Dolby
- Durée: 91 minutes[1]
- Date de sortie : 
  - Italie et États-Unis : 1987

## Distribution
- Frank Zagarino : John Slade
- Melonee Rodgers : Marta
- John Steiner : Kariasin
- John Phillip Law : Frank Morris
- Werner Pochath : Houtman
- Peter Gold
- Mike Kirton
- Barry Shriber
- Altagracia Zeneida